# Savard
Savard is een historisch merk van motorfietsen, dat later Savage werd genoemd.
Dit was een Franse tweewiel-aangedreven motorfiets die in 1987 werd gebouwd door de tweelingbroers Frank en Patrick Savard. Zij bouwden de machines (die Savard 2 x 2 heetten) met regeringssteun in het bedrijf van Frank, Pro Top. De Savard-machines waren sterk in verschillende disciplines, zoals strandraces en supermotard-wedstrijden.
Het voorwiel werd door kettingen aangedreven, maar niet constant. De voorwielaandrijving schakelde pas in als het achterwiel doorslipte. Doordat de machines naafbesturing hadden werd de aandrijving vereenvoudigd.
In 1990 veranderde de naam in Savage, maar in 1991 verdween het merk.